# Beniganj
Beniganj là một thị xã và là một nagar panchayat của quận Hardoi thuộc bang Uttar Pradesh, Ấn Độ.

## Địa lý
Beniganj có vị trí 27°17′B 80°27′Đ / 27,28°B 80,45°Đ Nó có độ cao trung bình là 136 mét (446 foot).

## Nhân khẩu
Theo điều tra dân số năm 2001 của Ấn Độ, Beniganj có dân số 9504 người. Phái nam chiếm 53% tổng số dân và phái nữ chiếm 47%. Beniganj có tỷ lệ 54% biết đọc biết viết, thấp hơn tỷ lệ trung bình toàn quốc là 59,5%: tỷ lệ cho phái nam là 61%, và tỷ lệ cho phái nữ là 45%. Tại Beniganj, 19% dân số nhỏ hơn 6 tuổi.